# Lulep Vatjamjaure
Lulep Vatjamjaure är en sjö i Arjeplogs kommun i Lappland och ingår i Piteälvens huvudavrinningsområde. Sjön har en area på 0,547 kvadratkilometer och ligger 406,1 meter över havet.

## Delavrinningsområde
Lulep Vatjamjaure ingår i det delavrinningsområde (734932-162304) som SMHI kallar för Utloppet av Lulep Vatjamjaure. Medelhöjden är 413 meter över havet och ytan är 2,47 kvadratkilometer. Räknas de 8 avrinningsområdena uppströms in blir den ackumulerade arean 61,13 kvadratkilometer. Vattendraget som avvattnar avrinningsområdet har biflödesordning 3, vilket innebär att vattnet flödar genom totalt 3 vattendrag innan det når havet efter 199 kilometer. Avrinningsområdet består mestadels av skog (78 procent). Avrinningsområdet har 0,54 kvadratkilometer vattenytor vilket ger det en sjöprocent på 21,3 procent.